# Fotodelning

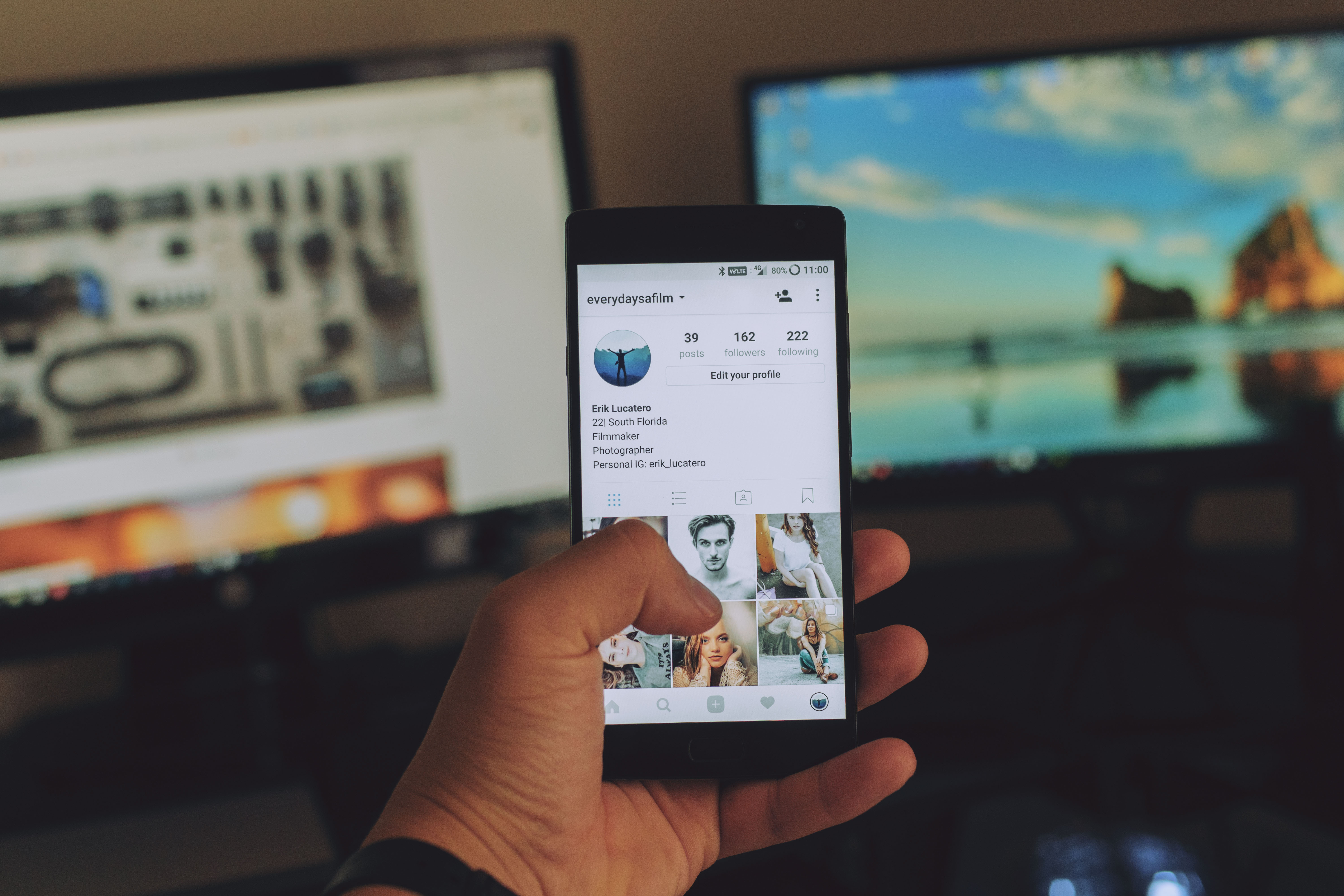

Fotodelning är publicerandet eller överförandet av en användares digitala foton online. Fotodelning är inte begränsad till webben och persondatorn, utan det är också möjligt från bärbara enheter såsom smartphones, antingen direkt eller via mms. Vissa kameror är utrustade med trådlöst nätverk och delningsfunktioner.